# Lejarzo
Lejarzo (en euskera Lexartzu y oficialmente Lejarzo/Lexartzu) es un concejo del municipio de Ayala, en la provincia de Álava.

## Historia
Hacia mediados del siglo XIX, el lugar, ya por entonces perteneciente a Ayala, tenía contabilizada una población de veintiséis habitantes. Aparece descrito en el décimo volumen del Diccionario geográfico-estadístico-histórico de España y sus posesiones de Ultramar de Pascual Madoz con las siguientes palabras:

LEJARZO: l. del ayunt. de Ayala en la prov. de Alava (á Vitoria 9 leg.), part. jud. de Amurrio (3), aud. terr. de Burgos, c. g. de las Provincias Vascongadas, dióc. de Calahorra (20): sit. en cuesta, con clima saludable: tiene 9 casas, igl. parr. (la Concepcion) servida por un beneficiado perpetuo con título de cura y un sacristan. El térm. confina N. Añez; E. Salmanton; S. valle de Angulo (part. jud. de Villarcayo, prov. de Burgos), y O. el mismo y Anez: los montes estan poblados de árboles. El terreno es de primera clase y se halla bañado por 2 arroyos. caminos: locales y en malísimo estado. El correo se recibe de Arciniega, por balijero. prod.: trigo, maiz, patatas y toda clase de legumbres y hortalizas; cria ganado lanar, vacuno y caballar, caza de liebres, perdices, zorras y garduñas, y pesca de anguilas. ind.: un molino harinero. pobl.: 6 vec., 26 almas. riqueza y contr. con su ayunt. (V.)
(Madoz, 1847, pp. 128-129)

En 2022, tenía empadronados diecisiete habitantes.

## Demografía
| Gráfica de evolución demográfica de Lejarzo entre 2000 y 2017 |
|                                                               |
| Población de derecho según los censos de población del INE.   |

## Patrimonio
Hay en el concejo una iglesia de San Román.